# Kristin Scott Thomas
Kristin Scott Thomas, OBE (Redruth, 24 de Maio de 1960) é uma atriz britânica nascida na Inglaterra.

## Carreira
Nos cinemas, foi indicada ao Óscar de melhor atriz pelo filme The English Patient, em 1997, e venceu um BAFTA de melhor atriz coadjuvante por Quatro Casamentos e Um Funeral, em 1995.
Já na televisão, foi indicada ao Emmy Awards de melhor atriz convidada em série de comédia pela série Fleabag, em 2019.

## Filmografia
- Under The Cherry Moon (1986) ... Mary Sharon
- A Handful of Dust (1988) ... Brenda Last
- Bitter Moon (1992) ... Fiona
- Four Weddings and a Funeral (1994) ... Fiona
- Le Confessional (1994) ... assistente de Alfred Hitchcock
- Richard III (1995) ... Lady Anne
- Angels & Insects (1995) ... Matty Crompton
- Microcosmos (1996) ... Narradora
- The English Patient (1996) ... Katharine Clifton
- Mission: Impossible (1996) ... Sarah Davies
- Amour et confusions (1997) ... Sarah
- The Revengers' Comedies (1997) ... Imogen Staxton-Billing
- The Horse Whisperer (1998) ... Annie MacLean
- Random Hearts (1999) ... Kay Chandler
- Life as a House (2001) ... Robin Monroe
- Up at the Villa (2000) ... Mary Panton
- Play (2000) ... First Woman
- Gosford Park (2001) .... Sylvia McCordle
- Petites coupures (2003) ... Béatrice
- Arsène Lupin (2004) ... Joséphine, comtesse de Cagliostro
- Man to Man (2005) ... Elena Van Den Ende
- Keeping Mum (2005) ... Gloria Goodfellow
- La Doublure (2006) ... Christine Levasseur
- Tell No One (2007) ... Hélène Perkins
- The Walker (2007) ... Lynn Lockner
- The Golden Compass (2007) (voz) ... Stelmaria
- The Other Boleyn Girl (2008) ... Lady Elizabeth Boleyn
- Largo Winch (2008) ... Ann Fergusson
- I've Loved for So Long (2008) ... Juliette Fontaine
- Easy Virtue (2009) ... Mrs. Whittaker
- Partir (2009) ... Suzanne
- Confessions of a Shopaholic (2009) ... Alette Naylor
- Nowhere Boy (2010) ... Mimi Smith
- A Chave de Sarah (2010) ... Julia Jarmond
- Bel Ami (2011)
- Looking for Hortence (2012) ... Iva
- The Invisible Woman (2013) ... Catherine Ternan
- Antes do Inverno (2014) ... Lucie
- My Old Lady (2015) ... Chloé Girard
- Darkest Hour (2017) ... Clementine Churchill
- Tomb Raider (2018) ... Ana Miller
- Au bout des doigts (2018) ... Countess Elizabeth Buckingham
- Military Wives (2019) ... Kate
- Final Set (2020) ... Judith
- Rebecca (2020) ... Mrs. Danvers
- Les Cyclades (Two Tickets to Greece) (2022) ... Bijou
- North Star (2023) ... Diana

Com diretora
| Ano  | Título     | Notas             |
| ---- | ---------- | ----------------- |
| 2023 | North Star | Também roteirista |

### Televisão
| Ano           | Título                                   | Personagem          | Notas                                  |
| ------------- | ---------------------------------------- | ------------------- | -------------------------------------- |
| 1984          | Les enquêtes du commissaire Maigret      | —                   | Episódio: "L'Ami d'enfance de Maigret" |
| 1984          | Mistral's Daughter                       | Nancy               | Miniseries; 3 episódios                |
| 1987          | Sentiments                               | Nathalie            | Episódio: "La tricheuse"               |
| 1987          | Sentimental Journey                      | Bettina             | Filme para TV                          |
| 1988          | The Tenth Man                            | Thérèse Mangeot     | Filme para TV                          |
| 1989          | The Endless Game                         | Caroline            | Miniseries; 2 episódios                |
| 1990          | Spymaker: The Secret Life of Ian Fleming | Leda St Gabriel     | Filme para TV                          |
| 1990          | Framed                                   | Kate                | Filme para TV                          |
| 1991          | Titmuss Regained                         | Jenny Sidonia       | Miniseries; 3 episódios                |
| 1992          | Look at It This Way                      | Victoria Rolfe      | Miniseries; 3 episódios                |
| 1992          | Weep No More, My Lady                    | Elisabeth           | Filme para TV                          |
| 1993          | Body & Soul                              | Irmã Gabriel / Anna | Miniseries; 6 episódios                |
| 1995          | Belle Époque                             | Alice Avellano      | Miniseries; 3 episódios                |
| 1996          | Gulliver's Travels                       | Porteira Imortal    | Miniseries; Episódio 2                 |
| 2003          | Absolutely Fabulous                      | Plum Berkeley       | Episódio: "Book Clubbin'"              |
| 2019          | One Red Nose Day and a Wedding           | Fiona               | Curta de televisão                     |
| 2019          | Fleabag                                  | Belinda Friers      | Series 2, Episódio 3                   |
| 2020          | Talking Heads                            | Celia               | Episódio: "The Hand of God"            |
| 2022–presente | Slow Horses                              | Diana Taverner      | Elenco principal                       |